# Beboerlisten
 Der er for få eller ingen kildehenvisninger i denne artikel, hvilket er et problem. Du kan hjælpe ved at angive troværdige kilder til de påstande, som fremføres i artiklen.

Beboerlisten er en venstreorienteret borgerliste i Randers Kommune.
Politisk er listen på lange stræk synonymt med Enhedslisten, som flere af dens aktive også er medlem af.
Beboerlisten blev dannet forud for kommunalvalget 1993 og er opstillet af Randers Lejerforening, hvilket også dikterer listens politik. Listens frontfigur var dengang som nu advokat Bjarne Overmark. Listen havde i en årrække som mærkesag at rydde op i den administrative og politiske ledelse i Randers Kommune, der under den socialdemokratiske borgmester Keld Hüttel bar præg af magtmisbrug, favorisering af ledende embedsmænd og partifæller samt en række uretmæssige fyringer af ansatte. Sagen endte med at koste Keld Hüttel og Socialdemokratiet magten, da Randers i 2001 for første gang i årtier fik en Venstre-borgmester.
Ved valget i 2001 gik Beboerlisten massivt frem og fik 14,1% af stenmnerne svarende til 3 mandater i byrådet. Med 4.126 personlige stemmer satte Bjarne Overmark kommunerekord. Listen gik tilbage til 10% af stemmerne i 2005, men beholdt sine 3 mandater, da kommunalbestyrelsen som følge af kommunalreformen var blevet udvidet fra 25 til 31 medlemmer. Fra at have været den fjerde største gruppe i byrådet var listen nu den tredjestørste, kun overgået af Socialdemokratiet og Venstre. Som følge af konstitueringen fik Bjarne Overmark formandsposten for kommunens skole- og børneudvalg mod at listen pegede på den Henning Jensen Nyhuus (S) som borgmester.
Ved kommunalvalget i 2009 gik Beboerlisten igen tilbage og opnåede 6,1% af stemmerne og fik dermed 2 medlemmer i byrådet.

## Resultater ved kommunalvalg
Beboerlistens bedste valg var det i 2001 hvor de fik hele 14,1 % af stemmerne i Randers Kommune
| Kommunalvalg | Stemmer | Procent | Mandater | ±   |
| ------------ | ------- | ------- | -------- | --- |
| 2001         | 5.722   | 14,1%   | 3        | N/A |
| 2005         | 4.885   | 10%     | 3        | 0   |
| 2009         | 2.887   | 6,1%    | 2        | -1  |
| 2013         | 5.116   | 9,4%    | 3        | +1  |
| 2017         | 2.729   | 5%      | 1        | -2  |